# Eurodance
Eurodance (někdy označován také jako Europop) je styl taneční hudby, oblíbený v Evropě, Oceánii a Jižní Americe především v letech 1992–1996.
Jsou pro něj charakteristické výrazné ženské vokály a jednoduchý refrén, části s mužským rapem, nebo mužské vokály, výrazné basy v rozsahu od 110 do 150 úderů za minutu se syntetizovanými rytmickými figurami a samply.
Eurodance získal své jméno díky faktu, že byl oblíbený především v Evropě a produkován hlavně v Itálii, Německu a Nizozemsku. V tomto stylu produkovaly hudbu stovky uskupení.
Eurodance je velice komerční hudba. Lze ji považovat za důsledek komercializace v hudebním byznysu. Někteří producenti, jako například Švéd Max Martin nebo Ital Larry Pignagnoli, stáli za tuctem různých uskupení. Jestliže členové těchto uskupení začali mít příliš velké požadavky, mohli dostat výpověď a být nahrazeni jinými lidmi. Pouze několik málo skupin se udrželo déle, aby stihly vydat víc než jeden nebo dva tituly.
Mezi nejúspěšnější uskupení patří nizozemští 2 Unlimited, se třemi alby – Get Ready!, No Limits! a Real Things, v původní vokálové sestavě Raymond Lothar Slijngaard & Anita Dels, a v nové sestavě Marion Van Iwaarden & Romy Van Ooyen s albem II. Dále pak švýcarský „hitmaker“ DJ Bobo (Peter René Baumann), který od roku 1990 koncertuje a vydává svá CD dodnes.
Je třeba také podotknout, že řada vokalistek byla vybírána spíše na základě svého vzhledu než talentu. Na koncertech byl často využíván playback, občas se při nahrávání využívaly jiné zpěvačky než při koncertech. Mezi ně ovšem nepatřily např. Tania Evans z Culture Beat nebo Des'Ray z 2 Brothers On The 4th Floor, které zpívaly přes playback, nebo rovnou naživo, a o jejich kvalitách zpěvu nelze pochybovat. Řada uskupení, jako Captain Jack a Dr. Bombay si vytvářela humoristickou image. E-rotic upoutala pozornost svými erotickými texty a videoklipy, švédští Rednex žertovnou fúzí eurodance s country.
Někteří interpreti, jako Aqua, Daze nebo Hit'n'Hide, se často za představitele stylu nepovažují, ale bývají zařazováni do „žvýkačkového popu“. Tato uskupení pocházejí především z Dánska.
Mezi další příklady patří Blümchen.
Eurodance si získal nepřízeň podobnou té, jakou zažívala disko hudba v sedmdesátých a na přelomu osmdesátých let. A podobně jako v tomto období, i eurodance kritici považují za podřadný a příliš komerční žánr.

Příklady:
- Haddaway – What Is love, Life
- Dr. Alban – It's My Life
- Mr. President – Coco Jamboo
- Captain Jack – Captain Jack
- 2 Brothers on The 4th Floor – Dreams will come alive
- DJ BoBo – Love Is All Around, Freedom, Somebody dance with me
- Masterboy – Love Message, Show Me Colours,Feel The Heat Of The Night
- Snap! – Rhythm Is A Dancer
- Corona – The Rhythm of the Night
- Eiffel — Blue